# 예천 문효세자 태실
예천 문효세자 태실(醴泉 文孝世子 胎室)은 대한민국 경상북도 예천군 용문면 내지리에 있는, 1783년(정조 7)에 조성된 정조의 맏아들 문효세자의 태실이다. 2016년 4월 28일 경상북도의 기념물 제173호로 지정되었다.

## 개요
왕실 자녀의 태를 봉안한 곳을 태실이라고 한다. 1783년(정조 7년) 문효세자의 태를 봉안하였다. 용문사 대장전 뒷산 두운암 근처 50m 거리에 봉안하였다. 태실은 일제강점기 때 이왕직에서 그 내부를 수거해 가고 비석만 남아 있다. 다소 파괴된 것을 1977년에 복원하였다. 경북 예천군 용문사길 285-30번지 용문면 내지리 산 81에 위치하고 있다. 예천은 정조의 아버지 사도세자 태실이 있어서 정조와 깊은 연관을 맺고 있는 지역이다.

## 지정사유
이 태실은 1783년(정조 7)에 조성된 문효세자의 태실이다. 문효세자는 조선 22대 왕인 정조의 맏아들로서 1784년 세자로 책봉되었으나 1786년 5세의 나이로 죽었다.
태실은 용문사 경내에서 약 100m 정도 떨어진 뒷산 중턱에 마련되어 있다. 1930년대에 발굴조사 되어 태항아리는 경기도 서삼릉으로 이장되었으며 현재는 국립고궁박물관으로 옮겨져 보관되고 있다. 태실지에는 비신(碑身) 높이 100cm, 너비 52cm 크기의 태실비가 뒤로 약간 기운 상태로 방치되어 있는 상황이다.
태실의 주요 유물인 태항아리와 태지석 등이 다른 곳으로 옮겨져 보관되고 있으나, 조선 왕실문화의 일면을 이해하는 데 중요한 자료라고 판단되므로 기념물(記念物)로 지정한다.

## 태실비
아기비 앞면 : 건륭 47년생 9월 초7일 인시생 원자아기씨 태실 (乾隆四十七年九月初七日寅時生元子阿只氏胎室)
아기비 뒷면 : 건륭 48년생 9월 초6일 립 (乾隆四十八年九月初六日立)

## 태지석
태지석 앞면 : 임인년 9월 초7일 인시 생/원자아기씨 태 (壬寅年九月初七日寅時 生/元子阿只氏胎)
태지석 뒷면 : 건륭 48년 9월 초6일생 오시장 (乾隆四十八年九月初六日午時藏)

## 지정 내역
| 일련번호   | 명칭               | 재료 | 구조·형식 ·형태 | 규격(cm)                              | 수량      | 기타 특징                                           |
| ---------- | ------------------ | ---- | --------------- | ------------------------------------- | --------- | --------------------------------------------------- |
| 記念物 173 | 醴泉 文孝世子 胎室 | 돌   | 태실비          | <비신> 높이 100cm 너비 52cm 두께 20cm | 3,17 4 m2 | 제작연대 : 1783년(정조 7) 乾隆四十八年九月 初六日立 |

## 같이 보기
- 문효세자

## 참고 자료
- 예천 문효세자 태실 - 국가유산청 국가유산포털